# Nipponentomon nippon
Nipponentomon nippon är en urinsektsart som först beskrevs av Yoshii 1938.  Nipponentomon nippon ingår i släktet Nipponentomon och familjen lönntrevfotingar. Inga underarter finns listade i Catalogue of Life.